# Celina González
Celina González Zamora (16 de marzo de 1929 en Jovellanos, Matanzas, Cuba – 4 de febrero de 2015) fue una cantante-compositora cubana, que se especializó en "música campesina", música tradicional del campo cubano. Es más sabida por ser coautora de A Santa Bárbara con su socio Reutilio Domínguez. Su canción fue un éxito, así como lo fue la versión de Celia Cruz. La dupla Celina y Reutilio escribió "Yo soy el punto cubano": la canción fue un éxito en muchos países.[cita requerida]
A los 16 años, Celina conoció a Reutilio Domínguez en Santiago de Cuba, quien se convertiría en su socio de canto y marido, resultando en una colaboración que duró hasta la muerte de éste en Guantánamo en 1972. En 1948  empezaron a trabajar con el famoso Ñico Saquito y con una popularidad creciente obtenida en radio, películas y televisión. Actuaron en Nueva York con Benny Moré y Barbarito Díez. En 1964 el dúo se disolvió y Celina continuó como solista. Años más tarde, Celina canta con su hijo Lázaro, y era normalmente acompañada por el conjunto Campo Alegre.[cita requerida]
Inicialmente, su música era principalmente del campo  guajiro (villano), con letras basadas en la poética de décima. La forma musical era a menudo del punto cubano. La relación con Ñico Saquito le enseñó un trato grande sobre el hijo y el guaracha, y su trabajo más tardío hizo uso frecuente de aquellas formas.
En 1980  gana Egrem un Disco de Plata por el álbum Celina. Este era el primero de muchos premios. En 1984  le fue otorgado el premio Vanguardia Nacional por su trabajo artístico y ganó un viaje a la Unión Soviética y Bulgaria con su hijo. En 1984 ganó el premio a Mejor Cantante en la 27.ª edición del Festival de Música Internacional en Cali, Colombia y después de una visita exitosa en Europa en 1988 grabó una sesión para la BBC.[cita requerida]
Sus álbumes La rica cosecha y Desde La Habana te traigo fueron bien recibidos, y Celina fue nominada, sin éxito, para un Grammy en 2001 en la categoría 'Mejor Álbum latino Tropical Tradicional' , por su CD Cincuenta años... como una reina. El álbum ganó en cambio el Cubadisco premio para el mismo año. Muere el 4 de febrero de 2015, a sus 85 años de edad en su tierra natal Cuba.

## Discografía
Álbumes
- La Rica Cosecha
- Desde la Habana te Traigo
- Cincuenta Años... Como una Reina

Contribuyendo artista
- La Guía Áspera a la Música de Cuba (1998, Red de Música Mundial)